# Sobreseimiento
El sobreseimiento (que proviene del latín supersedere) es un tipo de resolución que dicta un juez o un tribunal, suspendiendo un proceso judicial. Habitualmente es una institución del derecho procesal penal.
En el sobreseimiento el juez no entra a conocer el fondo del asunto o se abstiene de seguirlo haciendo, pudiendo terminar el proceso antes de dictar sentencia. Por ese motivo, dependiendo de la legislación, el sobreseimiento no provoca normalmente el efecto de cosa juzgada y el proceso se podría reabrir más adelante.
Normalmente, el sobreseimiento se dicta mediante un auto judicial, que puede ser objeto de recurso. El sobreseimiento puede darse por falta de causas que justifiquen la acción de la justicia, como la falta de pruebas, incomparecencia de las partes o ciertos presupuestos.

## Tipos de sobreseimiento
El sobreseimiento puede ser definitivo o temporal según ponga término al procedimiento o únicamente lo suspenda o paralice por ciertas y determinadas causales legales.
También puede ser total o parcial dependiendo si refiere a todos o alguno de las partes o hechos de la causa.

## Regulación en España
En el Derecho de España, el sobreseimiento se encuentra regulado en los artículos 414.3, 418.2, 423.3 y 424.2 (entre otros) de la Ley de Enjuiciamiento Civil. Es un instituto jurídico previsto para diferentes casos que imposibilitan la continuación del proceso, quedando imprejuzgado el objeto del litigio.
- Causas: Falta de presupuestos procesales no subsanables (p.ej.: litispendencia, art. 421 LEC) o subsanables pero que no se han subsanado (p.ej., litisconsorcio pasivo necesario, art. 420.4 LEC), falta de requisitos procesales esenciales (p.ej.: art. 423.3.II LEC) e incomparecencia de las partes a la audiencia previa (art. 414.3 LEC).

- Efectos: Finalización del proceso mediante auto, la pretensión queda imprejuzgada (no hay sentencia sobre el fondo) y no hay efecto de cosa juzgada, pero solo se podrá reabrir el proceso si se trata de una circunstancia subsanable.

- Condena en costas: Para la parte que haya ocasionado el sobreseimiento.